# MAN SÜ240
MAN SÜ240 — пригородный высокопольный автобус, выпускаемый компанией MAN в период с 1973 по 1989 год по спецификации VöV-Standard-Bus.

## История
Первые прототипы были представлены в 1970 году, как модификации автобусов MAN 750 HO-SL и MAN 750 HO-SÜ мощностью 192 л. с. Двумя годами позже название сменилось на SÜ230 (мощность 230 л. с.), через год — на SÜ240 (мощность 240 л. с.). Однако MAN SÜ230 выпускался параллельно до 1974 года. Приводная и силовая установка, совместная с VÖV-I типа (MAN SL200), получила другие типы мостов. На MAN SÜ240 ставили 5-и 6-ступенчатые коробки передач ZF, реже автоматические коробки передач производителей Voith, ZF или Renk. После того, как автобус был построен в значительной степени без изменений к концу 1970-х годов, за исключением мощности двигателя, увеличенной в 1972 и 1973 годах, некоторые изменения произошли параллельно с SL200 в 1980 году. Наиболее заметное изменение касалось переделки задней части: в 1980 году SÜ240 получил прямоугольные трёхкамерные фары вместо круглых одиночных, улучшенную приборную панель, а также модифицированный руль, который теперь регулировался по высоте и наклону. В 1981 году трансмиссия также была слегка модифицирована. Весной 1983 года задние фонари ставились выше. Наконец, в 1986 году начали ставить дизельные двигатели MAN с множественным впрыском (MAN D2866UH), что привело к перемещению выхлопной трубы из задней заслонки двигателя в левую заднюю часть автобуса. Кроме того, в 1986 году конструкция заднего моста была значительно изменена.

## Вытеснение
В 1987 году MAN SÜ240 был вытеснен автобусом MAN SÜ242, но из-за своей популярности продолжал строиться параллельно с SÜ242 до 1989 года. В частности, тогдашняя немецкая федеральная железная дорога заказала ещё большее количество SÜ240, который был значительно дешевле, по сравнению с SÜ242.
На линейных маршрутах SÜ240 встречаются очень редко. Некоторые автобусы MAN модели SÜ240 по-прежнему используются в музеях.
Технически и визуально аналогичные стандартные междугородние автобусы в то время также были построены конкурентами Magirus-Deutz L 117 (до 1982 года) и Mercedes-Benz O307 (до 1987 года).